# 水瓶座实验室
水瓶座实验室（英语：Aquarius Reef Base），又译为水瓶宫，是目前世界上唯一一处运行中的海底实验室。它距离南佛罗里达州基拉戈市五公里，在海平面以下62英尺（19米）处的海底，毗邻一个名为海螺礁的深海珊瑚礁，总重量81吨。科学家在该实验室里进行着各种实验，重点集中在人类的健康和行为上，实验室也用于训练宇航员。
水瓶座实验室最初由美国国家海洋和大气管理局所有，由北卡罗来纳大学威尔明顿分校运营，直到2013年佛罗里达国际大学接管运营。
水瓶座实验室可供6人工作7至30天，还能使人在居住室外的海底环境中每天工作9小时。当供应系统出现故障时，应急系统可继续工作72小时，使研究人员有充足的时间进行减压并浮出水面。